# 새해

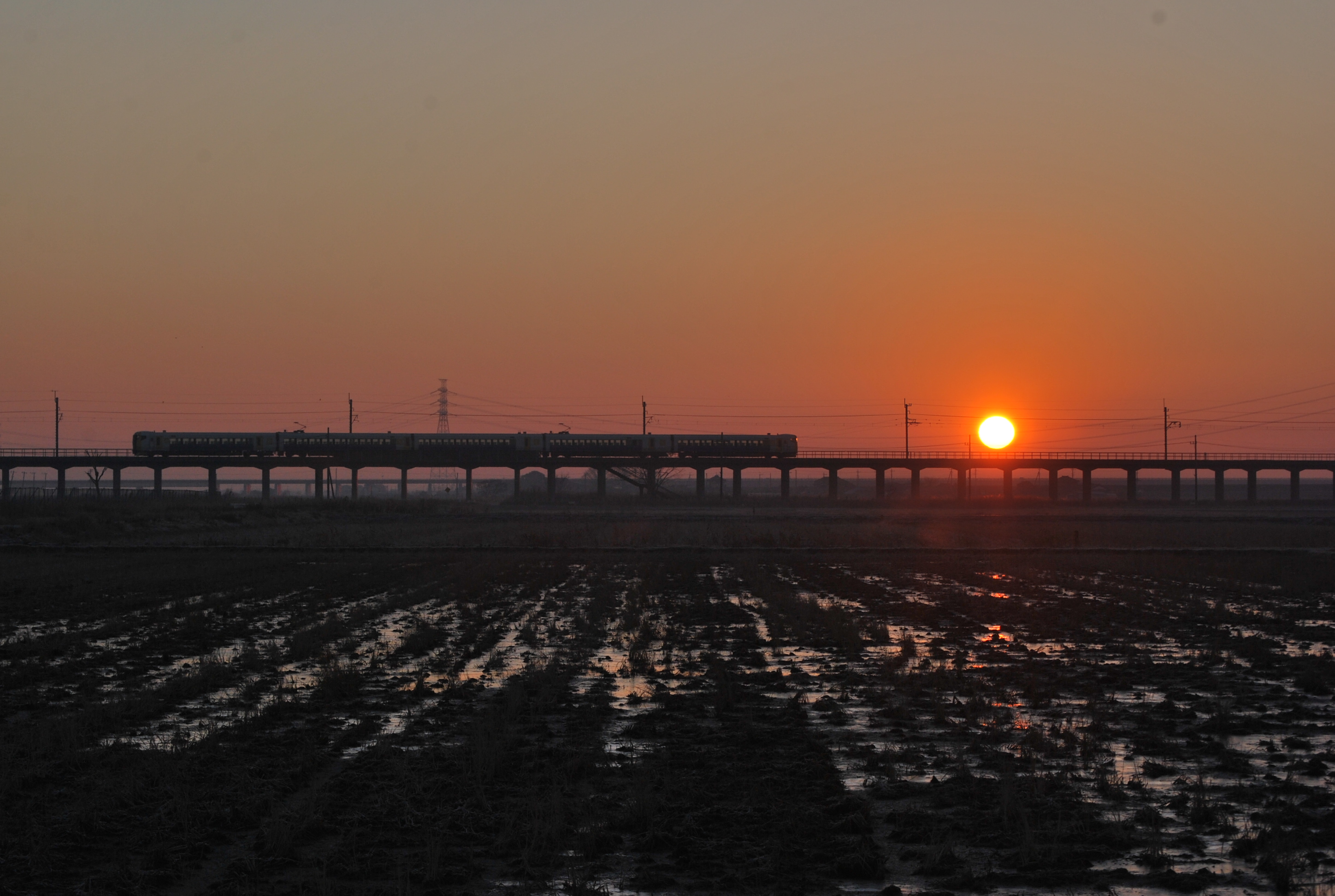
새해 해가 뜨는 중에 가시마선이 가토리시에서 유유히 가고 있다.

새해는 달력상으로 새로운 연도가 시작되는 시점을 말하며 일반적으로 양력 1월 1일을 가리킨다. 개년(改年)ㆍ개세(開歲)ㆍ개춘(改春)ㆍ신년(新年)ㆍ신세(新歲)라고도 한다. 많은 문화권에서는 다양한 방식으로 새해를 축하한다. 오늘날 전세계 대부분에서 사용하는 그레고리력에서 새해가 시작하는 날은 1월 1일로, 고대 로마력(기원전 713년 후)과 율리우스력의 영향을 받은 것이다. 플루타르코스와 마크로비우스에 따르면, 기원전 700년경 누마 폼필리우스 왕 치세동안 고대 로마력은 1월부터 12월까지의 순서였으며, 이 방식이 이후로도 계속 이어졌다. 대한민국, 이탈리아, 미국, 체코 공화국 등 많은 국가에서는 새해의 시작인 새해 첫날(1월 1일)을 공휴일로 정하고 있다.

## 연도 새해

### 1월
- 1월 1일: 대부분의 국가에서 사용하는 양력(그레고리력) 역년의 첫날이다. 양력설이라고도 한다.
  - 서양의 일반적 믿음과는 반대로, 민간에서 지내는 새해의 1월 1일은 동방 정교회의 종교 휴일이 아니다. 동방 정교회 전례력에는 새해를 축하해야 한다는 조항이 없다. 1월 1일 자체는 종교적인 휴일인데, 이 날이 그리스도의 할례(생후 8일 후)를 축하하고 성인들을 기념하는 날이기 때문이다. 이 전례력은 9월 1일을 시작점으로 두지만, 새로운 해의 시작에 특별한 종교 의식을 행하지는 않는다. 그러나 정교회 국가에서는 민간에서 새해를 기념하기도 한다. 수정 율리우스력(그레고리력과 날짜를 동기화한 율리우스력)을 따르는 불가리아, 키프로스, 이집트, 그리스, 루마니아, 시리아, 터키 등의 국가에서는 종교와 민간 모두 1월 1일을 휴일로 정한다. 조지아, 예루살렴, 러시아, 마케도니아 공화국, 세르비아, 몬테네그로, 우크라이나 등 율리우스력을 따르는 동방 정교회가 위치한 국가와 지역에서는 민간에서 역년 1월 1일을 새해로 보고, 전례력에 따라서 1월 14일(율리우스 1월 1일)에 새해 기념 종교 행사를 진행한다.

### 동아시아의 새해
동아시아에서 새해 첫날은 양력 1월 1일이다. 그러나 과거부터 중국의 영향을 받으며 중국 문화권에 속하거나 속했던 국가들은 음력에서 매년 봄의 시작을 알리는 신월이 뜨는 정월 초하루, 즉 음력설을 새해의 시작으로 보는 전통이 있다. 이 날은 그레고리력에서 1월 21일과 2월 21일 사이 중 하루에 해당한다. 음력설을 쇠는 국가 대부분은 공식적으로 그레고리력을 상용하기 때문에 실제 새해 첫날은 양력 1월 1일로, 현대 사회에서는 동아시아 대부분 국가들에서 양력설을 새해의 첫날이자 시작으로 간주한다. 음력 1월 1일은 새해 첫날이기보다 전통 명절로 여기며 더 중요시 여겨 기념하는 경향이 있다. 음력에서는 동물에 대응하는 열두 마리 지지 중 하나와 오행에 따르는 열 가지 천간 중 하나를 조합해 60년마다 순환하는 간지로 연도를 표시하는데, 이는 음력을 사용하는 국가에서 새해를 호칭하는 중요한 방식이었다. 간지의 기준은 과거에는 음력설을 기준으로 바꿨으며, 사주에서는 입춘을 기준으로 바꿨다. 다만 간지의 기준은 “해의 바뀜”에 중점을 두기 때문에 현대 사회에서는 양력 1월 1일 새해 첫날에 간지의 시작이 바뀌는 걸로 보편화되어 가고 있다.
- 한국에서는 양력설을 새해 첫날, 새해, 신정이라 부르며 음력설을 설날이라고 한다.
- 중국에서는 양력 1월 1일 새해 첫날을 원단이라고 부르며, 음력의 1월 1일을 춘절이라 부르고 명절로 기념하고 있다.
- 베트남에서는 음력의 새해 정월 초하루를 뗏 응우옌 단이라고 부른다.
- 티베트의 새해 첫날은 로사라고 부르며, 1월과 3월 사이이다.

### 3월
- 시크교 카루사파 새해는 3월 14일부터이다.

## 천문학
천문학에서 새해는 춘분점(또는 춘분)인데, 천문학에서는 춘분점(또는 춘분)이 기준이기 때문이다. (태양년, 항성년, 적도좌표계, 황도좌표계 참고)

## 같이 보기
- 새해 첫날
- 설날
- 입춘
- 춘분 (또는 춘분점)
- 하지 (또는 하지점)
- 동지 (또는 동지점)
- 지점
- 분점
- 절분